# إليزابيث ريتشاردز تيلتون
إليزابيث مونرو ريتشاردز تيلتون (28 مايو 1834 -13  أبريل 1897) هي أمريكية، منادية بحق النساء في التصويت، ومؤسسة نادي بروكلين النسائي، ومحررة شعرية في صحيفة «ذا ريفلوشن»، وهي صحيفة الجمعية الوطنية للمطالبة بحق المرأة في الاقتراع، التي أنشأتها المدافعتان عن حقوق المرأة، إليزابيث كادي ستانتون وسوزان أنتوني. عملت إليزابيث تيلتون أيضًا في اللجنة التنفيذية للجمعية الأمريكية للمساواة في الحقوق.
في عام 1875، أصبحت تيلتون مصدر الإسكات الأكبر «لأكثر الفضائح الاجتماعية إثارة ودعاية في ذلك العصر»، عندما رفع زوجها ثيودور تيلتون دعوى «محادثة جنائية» ضد صديقه، الواعظ المشهور، هنري وارد بيتشر. على الرغم من أن المحاكمة انتهت إلى طريق مسدود، إلا أنها قوضت المراكز الاجتماعية والحياة المهنية لكل من إليزابيث وثيودور تيلتون. تلطخت سمعة بيتشر، ولكنه احتفظ بمنصبه وبقدر كبير من نفوذه.

## النشأة المبكرة والتعليم
وُلدت إليزابيث مونرو ريتشاردز في 28 مايو 1834 في بروكلين، نيويورك، لوالدتها جوهانا هاندلي ولوالدها جوزيف ريتشاردز، وهو تاجر مجوهرات. تزوجت والدتها جوهانا من ناثان بروستر مورس الأب، بعد أن كانت أرملة لعدة سنوات، ثم تُوفيت جوهانا في 26 يوليو 1889 في منزلها في بروكلين بعد مرض دام تسعة أشهر.
التحقت إليزابيث ريتشاردز بمعهد بروكلين للإناث. درّست لشقيقها الأصغر جوزيف إتش. ريتشاردز وصديقه ثيودور تيلتون، اللذان التحقا بالمدرسة العامة رقم 1. عندما قرر والدا تيلتون الانتقال إلى نيوجيرسي، استقل تيلتون مع اليزابيث وجوزيف وأمهما. كانوا يرتادون كنيسة بليموث، حيث كان هنري وارد بيتشر واعظًا مشهورًا للغاية. أصبحت إليزابيث معلمة لمدرسة يوم الأحد في كنيسة بليموث.

## حق الاقتراع وحقوق المرأة
شاركت إليزابيث في حركة حقوق المرأة. كانت مساهِمة ومحررة شعرية في صحيفة «ذا ريفلوشن»، والتي كانت تمثل صوت الجمعية الوطنية للمطالبة بحق المرأة في الاقتراع، التي أسستها إليزابيث كادي ستانتون وسوزان أنتوني. كانت إليزابيث تيلتون، إلى جانبهما، واحدة من عدة موقعات على عريضة تطالب بحماية حقوق التصويت في عام 1866.
في عامي 1868 و1869، عملت إليزابيث في اللجنة التنفيذية للجمعية الأمريكية للمساواة في الحقوق. في عام 1870، كانت إليزابيث أمينة جمعية بروكلين للحقوق المتساوية، وواحدة من ثلاثة عضوات في لجنة من أجل إيجاد وإقامة منزل في بروكلين ليكون مقرًا لها. أسست إليزابيث نادي بروكلين النسائي في عام 1870 مع سيليا إم. بورلي، ولورا كورتيس بولارد، وآخريات.